# SIS大樓
SIS大樓（SIS Building），又稱MI6大樓（MI6 Building），是英國秘密情報局的總部，位於倫敦市中心西南部的沃克斯霍爾地區。自1994年開始，這裡是秘密情報局的總部。這座建築也出現在多部007系列電影。

## 外部連結
- Report on SIS' Vauxhall Cross building（页面存档备份，存于） by the National Audit Office.